# St. Andreas (Norf)

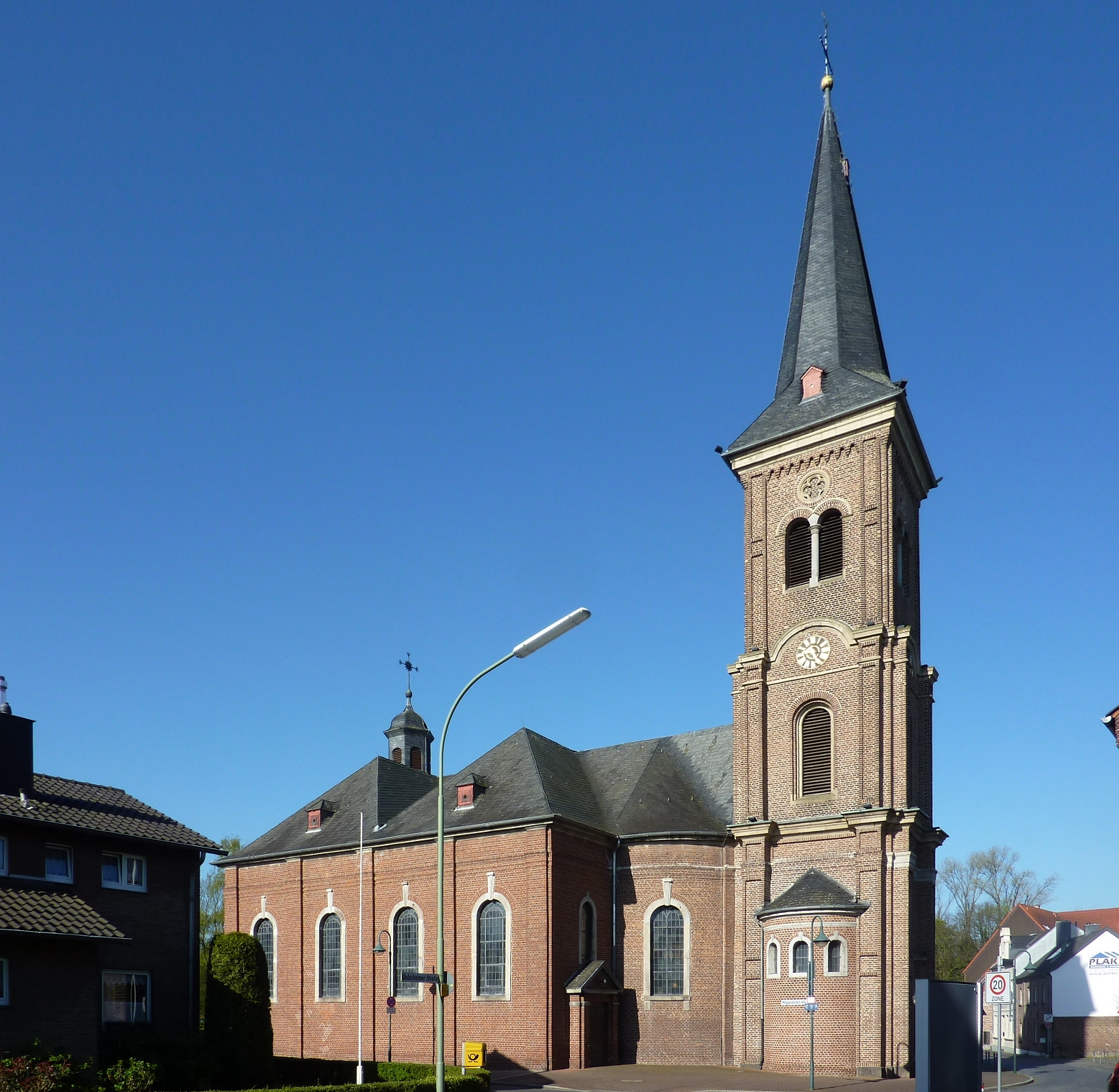
Kirche St. Andreas

St. Andreas in der Norfer Kirchstraße ist die römisch-katholische Pfarrkirche des Neusser Stadtteils Norf, erbaut 1765–70 im Rokokostil. Sie gehört zum katholischen Pfarrbezirk Neuss-Süd und steht als Nr. 8/011 seit 1992 unter Denkmalschutz.

## Geschichte

### Alt-St. Andreas
Ein Kaufvertrag aus dem Jahr 817 spricht von Land an der Seite von St. Andreas („terra sancti Andreae“), so dass die heutzutage als „Alt-St. Andreas“ bezeichnete Kirche vor diesem Zeitpunkt erbaut worden sein muss. Die erste sichere Erwähnung der Norfer Kirche stammt aus dem Jahr 1223. Während des Truchsessischen Krieges wurde im Jahr 1585 fast der gesamte Ort einschließlich der Kirche zerstört. Eine Katasterkarte von 1812 lässt den Grundriss in Form eines lateinischen Kreuzes erkennen. Die Kirche hatte demnach eine Länge von ca. 25 m und eine Breite von ca. 7 m und passte damit in das Mittelschiff der jetzigen Kirche. Der Turm lag im Westen und war relativ wuchtig. Wegen Baufälligkeit musste die Kirche 1819 geschlossen werden und wurde 1839 zum Abbruch freigegeben.

### St. Andreas
Gegen Mitte des 18. Jahrhunderts ließ Hofrat Carl Dominicus Schwartz Schloss Müggenburg im Stil des Rokoko umbauen und richtete es gleichzeitig für ein freiweltliches adliges Frauenstift her. Als Hauskapelle für die Damen des Stiftes wurde 1765–70 nach Plänen des Generallandmessers Johann Nosthoffen eine einschiffige Saalkirche mit Pfarrhaus in der Tradition des Hofbaumeisters Gabriel Grupello erbaut und 1772 zu Ehren Mariae und Josefs geweiht. Die Geschichte des Damenstiftes endete bereits 1794. Nachdem die romanische Dorfkirche am Norfer Hof wegen Baufälligkeit aufgegeben worden war, übernahm 1820 die Norfer Pfarrgemeinde die Kirche, geläutet wurde allerdings immer noch aus dem alten Turm, bis auch dieser 1839 abgebrochen wurde. Die Pfarrgemeinde ließ die vom Damenstift übernommene Kirche auf den Namen des Pfarrpatrons Andreas umwidmen. 1857/68 wurde der Nordturm angebaut und 1903 wurde zuerst ein linkes und dann 1913 auch ein rechtes Seitenschiff nach Plänen des Neusser Architekten Klaus Röhlinger angefügt. Bei dieser Gelegenheit wurde auch das 1769 errichtete Pfarrhaus als Sakristei der Kirche integriert. Restaurierungen fanden statt in den 1950er Jahren und 1993–95.

## Bau
Die Kirche ist ein rechteckiger Saalbau mit abgerundeten Ecken und vier großen rundbogigen Fenstern auf beiden Seiten. Die Außenmauern sind durch Pilaster gegliedert. Auf dem Dach sitzt ein kleiner sechsseitiger schiefergedeckter Dachreiter. Die großen rundbogigen Fenster sind mit Naturstein eingefasst. Der vorgesetzte abgestufte dreigeschossige Turm hat ein barockes Hausteinportal mit einer jetzt leeren Nische darüber, in der bis zum Zweiten Weltkrieg eine barocke steinerne Madonna stand. 1988 wurde die Nische mit einer modernen Andreasfigur wieder gefüllt. Darunter findet sich eine Inschrift mit der Jahreszahl 1765. Die erst zu Anfang des 20. Jahrhunderts angebauten Seitenschiffe sind im Verhältnis zum Mittelschiff relativ schmal.

## Ausstattung
Das Innere mit einer flachen weißen Decke gilt als ein Beispiel geschlossen erhaltener Raumausstattung des 18. Jahrhunderts: Säulen-Hochaltar mit gemalter Kreuzigungsszene und geschnitzter, vergoldeter Heilig-Geist-Taube im Strahlenkranz; Altar im linken Seitenschiff mit einer weiß gefassten Figur der Maria Immaculata, die als Arbeit Grupellos angesehen wird; Josefsaltar im rechten Seitenschiff; kupfernes Lavabo mit Gießgefäß; in weiß, grau und Gold gefasstes Chorgestühl; kniende hölzerne Engel in Jünglingsgestalt an den Chorwänden; im Mittelschiff hängender Messingkronleuchter mit sechs Armen und doppelseitig sichtbarer Immaculata nach Vorbildern in Kalkar und Kempen; an den Pfeilern weiß gefasste Standfiguren in der Tradition der Düsseldorfer Grupello-Werkstatt; geschnitzte und farbig gefasste Kanzel; zahlreiche Rokoko-Heiligenfiguren, die „weißen Heiligen“ Maria, Josef, Johannes der Täufer, Karl Borromäus und Donatus. Unter der Orgelbühne die „goldenen Heiligen“ Quirinus, Sebastianus, Franz Xaver und Rochus. Unter dem Missionskreuz neben dem Eingang zur Sakristei die „bunten Heiligen“ Andreas und Matthias.
Ursprünglich stand in der Kirche ein barocker Altar mit einem drehbaren Tabernakel in der Mitte, umgeben von je einem Cherub an den Seiten, die das Allerheiligste bewachten. Die Anbetungsengel sind jetzt an den Seitenwänden des Altarraumes angebracht. Der Aufsatz des Altars wurde 1891 aus Sicherheitsgründen abgebaut. Der neue Altar enthielt in drei Vertiefungen links eine Petrus-Figur, in der Mitte das Herz Jesu, rechts eine Andreasfigur. Aus Bruchstücken eines alten Barockaltares aus der Gemeinde Hersel wurde 1979 ein neuer Altar zusammengestellt. Dieser Altar reicht bis zur Decke. Oben, über einem halbkreisförmigen Sprenggiebel, ist ein Mittelstück aufgesetzt. Darin die Taube des Heiligen Geistes in einem Strahlenkranz mit dem Dreieckssymbol der Dreifaltigkeit darüber. Die Altarfläche wird im Wesentlichen ausgefüllt von einer Kreuzesdarstellung, die aus dem Tabernakel hervorgeht. Auch dieses Tabernakel ist ein Drehtabernakel, mit dem man einen weißen, roten oder blaugrauen Hintergrund einstellen kann. Die zahlreichen umrahmenden Säulen deuten einen Kunstmarmor an und enden in Kapitellen mit Akanthusblättern und Schneckenformen. Die beiden goldenen Leuchter neben dem Tabernakel waren früher die Seitenabschlüsse der Kommunionbank. Der Unterbau der Altäre blieb trotz aller Änderungen der Aufbauten im Wesentlichen immer erhalten. Unter dem Altartisch steht hinter einem Gitter ein Sarkophag aus vergoldetem Holz, der die Gebeine des hl. Coelestinus enthält. Die Nebenaltäre sind Neubildungen des Neobarock. Der Taufstein, der früher in einer Nische im Turm neben der Figur Johannes des Täufers stand, befindet sich jetzt im Altarraum neben Altar, Ambo und Tabernakel. Das Taufbecken ist aus Blaustein, der Fuß aus Liedberger Sandstein und zeigt typische romanische Formen. Der mehrfach geschweifte barocke Deckel ist vermutlich nicht der ursprüngliche Abschluss gewesen.
1532 wurde die Anna-und-Andreas-Glocke im Turm der früheren romanischen Kirche aufgehängt. 1767 kamen zwei kleinere Glocken hinzu, die Baierglöckchen Walburgis sowie Donatus und Rochus im Dachreiter der damals als Stiftskapelle dienenden Kirche. 1926 kamen noch zwei weitere Glocken hinzu. Im Kriegsjahr 1942 mussten alle Glocken abgegeben werden, ausgenommen die kleinste Glocke, da die Bronze zu Kriegszwecken benötigt wurde. Aber nach dem Krieg konnten die alte Andreasglocke und die kleinen „Baierglöckchen“ wieder aufgehängt werden. Im Jahr 1956 wurde schließlich die neue Piusglocke angeschafft.
Das gesamte Gestühl ist reichlich mit Blumengirlanden verziert. Auf der in den Kirchenraum eingezogenen geschwungenen Sängertribüne steht eine Orgel aus der Werkstatt von Ernst Seifert in Kevelaer, die 1936 erworben wurde. Im Zweiten Weltkrieg wurden der Orgel wertvolle Zinnpfeifen entnommen, so dass sie jetzt über 18 klingende Register verfügt. Von 1993 bis 1996 erfolgte eine Generalüberholung und Restaurierung durch die Orgelwerkstatt Kreienbrink in Osnabrück.